# Ernst Bedau
Ernst Bedau (* 23. Dezember 1943) ist ein deutscher Schachfunktionär.

## Biographie
Hauptberuflich arbeitet Bedau als Rechtsanwalt in Deidesheim. Sein Engagement im Pfälzischen Schachbund e.V. begann 1982; bis 1986 war er zunächst zweiter Vorsitzender
und im Anschluss bis 1999 erster Vorsitzender; zusätzlich war er dort Schatzmeister und Pressewart. Ab 1989 war Bedau Mitglied im Präsidium des Deutschen Schachbundes (DSB). Bei der Schacholympiade 2008 in Dresden war er als Bundesrechtsberater des DSB Mitorganisator.
Seinen höchste Elo-Zahl betrug 1992.
2015 wurde er in den Beirat für Migration und Integration des Landkreises Bad Dürkheim gewählt. Zudem ist er im AK Asyl in Neustadt an der Weinstraße tätig. Jahrelang wohnte er in Deidesheim, mittlerweile jedoch in Friedelsheim. Zudem saß er zeitweilig im Verbandsgemeinderat von Deidesheim.

## Auszeichnungen
- Ehrenmitglied im Präsidium des Pfälzischen Schachbund e.V.[9]
- 2009: Ehrenmitglied im Deutschen Schachbund
- 2010: Bundesverdienstkreuz am Bande[10]